# Valle di Loppio
La valle di Loppio, o anche valle del Cameras secondo l'omonimo affluente del fiume Adige che la attraversa, è una valle laterale della Vallagarina nel Trentino meridionale. La valle di Loppio separa il gruppo del monte Baldo a sud dal monte Stivo-Gruppo del Bondone a nord. Essa parte a nordovest con il passo San Giovanni (287 m s.l.m.) e termina a sudest immettendosi nella Vallagarina presso Mori (204 m s.l.m.).
Il paese Loppio (frazione di Mori) è posto al centro della valle a meno di un chilometro dal alveo del prosciugato lago di Loppio. Dalla valle a sud si sale sul gruppo del Baldo tramite la val Remit e a nord si sale sul Monte Stivo tramite la val di Gresta.
La valle, a vocazione agricola, è attraversata dalla Strada statale 240 di Loppio e Val di Ledro e della pista ciclabile Rovereto-Lago di Garda. Dal 1861 al 1936 fu attraversata anche dalla Ferrovia Mori-Arco-Riva. Nel 1439 passò per la valle la flotta veneziana nella storica impresa Galeas per montes, che sconfisse poi la flotta viscontea sul lago di Garda. Durante la Prima guerra mondiale fu terra di nessuno.